# Sint-Jacobus de Meerderekerk (Egchel)

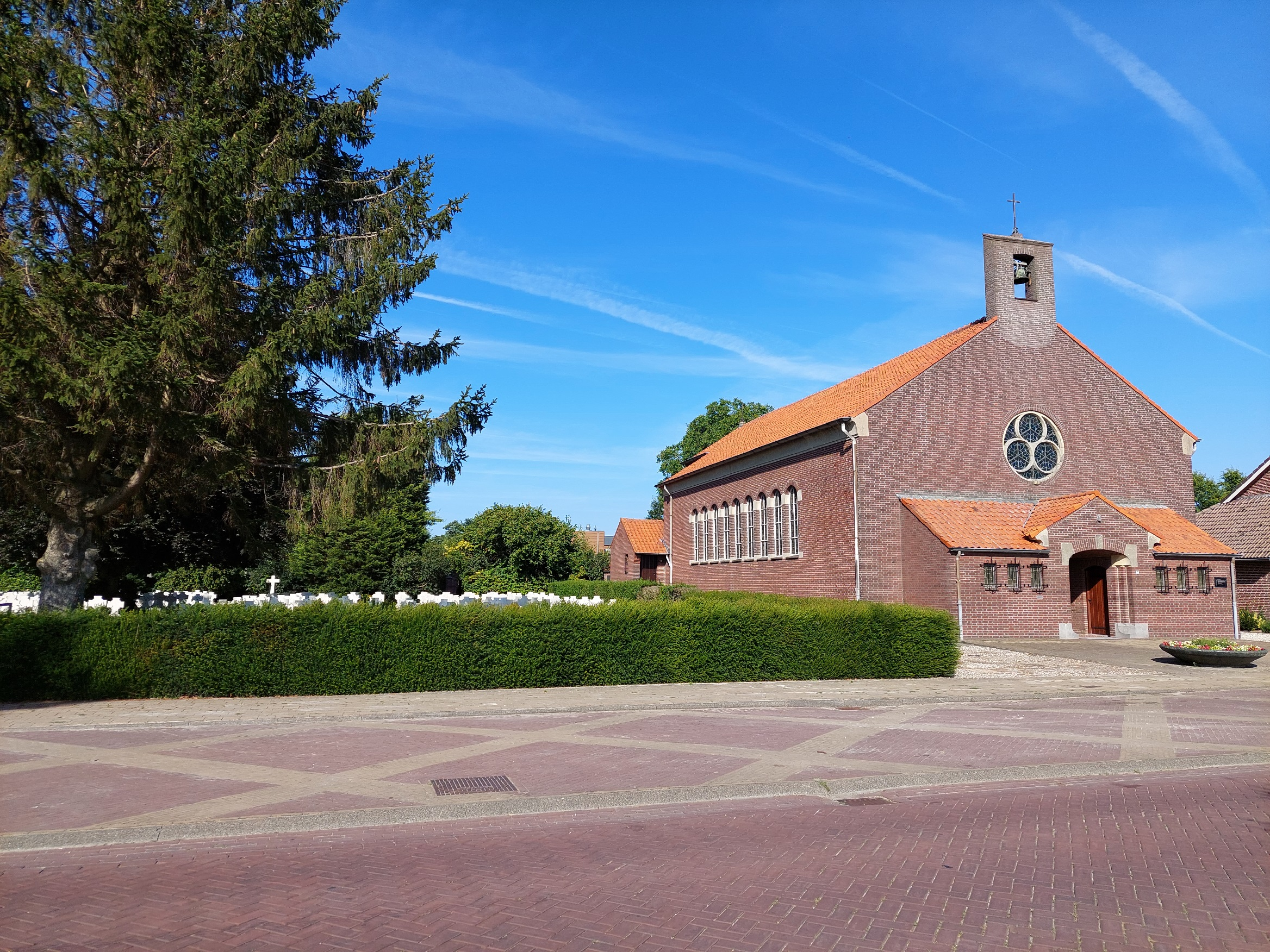
Sint-Jacobus de Meerderekerk met begraafplaats (Egchel)

De Sint-Jacobus de Meerderekerk is een rooms-katholiek kerkgebouw in Egchel, gelegen aan Jacobusstraat 37, in de Nederlandse gemeente Peel en Maas.

## Geschiedenis
Reeds in de jaren '20 van de 20e eeuw werd de behoefte aan een eigen parochie, en vooral ook een eigen (katholieke) school, gevoeld. Pas na de Tweede Wereldoorlog, toen de kerken in de omgeving (Helden en Panningen) te klein waren geworden, kreeg men toestemming van het Bisdom. In 1946 werd een rectoraat gesticht, gewijd aan Jacobus de Meerdere. Dit was een eerbetoon aan kapelaan Jac Naus, een verzetsheld die in 1945 omkwam in een concentratiekamp van de nazi's.
In 1948 was er al een school en werd tevens de kerk in gebruik genomen. Men had reeds het recht om te dopen en te begraven, en men verkreeg in 1951 ook het recht om te trouwen. Toch is Egchel nooit een volwaardige parochie geworden, aangezien de verwachte groei uitbleef. Daarom staat de kerk nog steeds aan de rand van het dorp, daar waar men ooit uitbreiding in zuidwestelijke richting verwachtte.

## Gebouw
Het betreft een eenvoudige bakstenen zaalkerk naar ontwerp van Joseph Franssen. Hoekstenen en dergelijke sierelementen zijn van beton, gebruikelijk in de wederopbouwarchitectuur. De kerk treedt men binnen via een portaal onder lessenaardak. Daarboven bevindt zich een roosvenster. De voorgevel wordt bekroond door een bakstenen klokkenstoeltje. Henri Schoonbrood vervaardigde schilderingen in het koor. De kerkruimte wordt gedekt door een betonnen tongewelf.